# Section d'or / Puteaux-groep

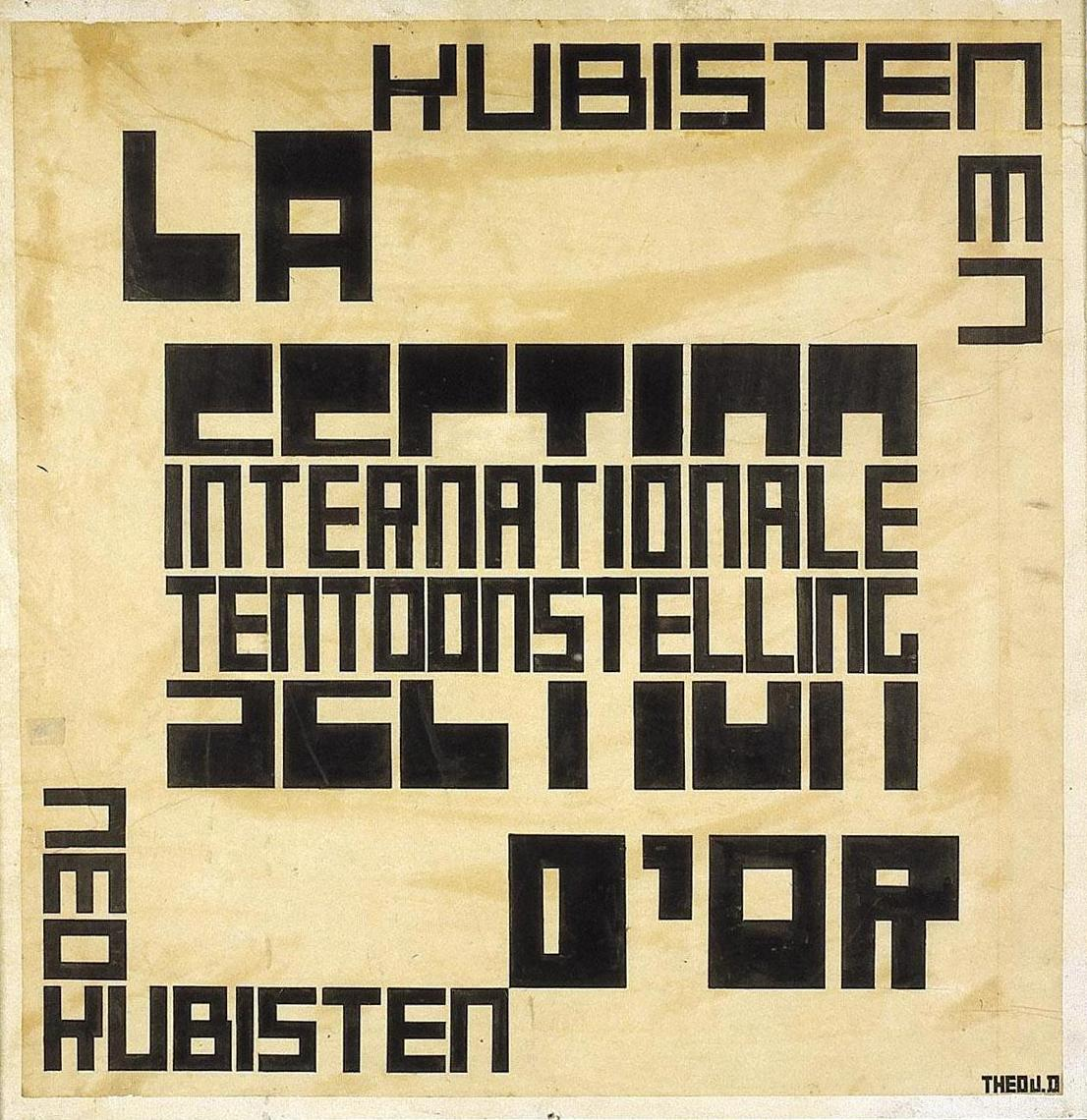
Theo van Doesburg. Ontwerp voor een affiche voor de tentoonstelling 'La Section d'Or'. Circa 1920. Oost-Indische inkt op papier. 65 × 62,5 cm. Instituut Collectie Nederland.

De Section d'or ook wel Puteaux-groep genoemd, was een groep van Franse schilders die in 1911 ontstond in het atelier van de Franse schilder Jacques Villon te Puteaux. De naam verwijst naar de (Gulden Snede).
Villons broers Raymond Duchamp-Villon en Marcel Duchamp, alsmede Albert Gleizes, František Kupka, Jean Metzinger, Francis Picabia, Tobeen en Fernand Léger behoorden tot de groep. De eerste expositie van groep vond plaats in het Parijse Grand Palais. Het jaar daarop exposeerden de leden, ditmaal aangevuld met Marie Laurencin, Louis Marcoussis en André Lhote in galerie La Boétie. Metzinger en Gleizes verwerkten de beweging tot een theoretisch systeem in hun boek Du Cubisme (1912). Ze werden in de pers scherp aangevallen maar werden verdedigd door Apollinaire en door Maurice Raynal.
In 1920 vond opnieuw een tentoonstelling van La Section d'Or plaats in galerie La Boétie. De belangrijkste deelnemers waren dit keer: François Angiboult, Alexandre Archipenko, Georges Braque, Constantin Brâncuşi, Raymond Duchamp-Villon, Serge Férat, Albert Gleizes, Natalja Gontsjarova, Thorvald Helessen, Frantisek Kupka , Irène Lagut, Mikhail Larionov, Henri Laurens, Fernand Léger, Louis Marcoussis, Jeanne Rij-Rousseau, Léopold Survage, Tour Donas, Marie Vassilieff, Jacques Villon.
In 1919 zocht de Nederlandse kunstenaar en De Stijl-voorman, Theo van Doesburg, contact met Section d'Or-lid Alexander Archipenko. Archipenko benoemde hem tot vertegenwoordiger van de Section d'Or in Nederland en liet hem een reizende tentoonstelling organiseren, die van 20 juni tot na 7 november 1920 plaatsvond en de steden Rotterdam, Den Haag, Arnhem, Amsterdam en Brussel aandeed.
De laatste expositie van de groep werd in 1925 gehouden, in de Galerie Vavin-Raspail. Naar hun stijl-opvatting gingen ze door als de Section d'or-groep, terwijl ze, ingevolge hun onderlinge relatie, als de Puteaux-groep even bekend waren.
Opmerkelijk genoeg speelden de ontwikkelingen van de Puteaux-groep zich af buiten Pablo Picasso om, en sloot Georges Braque zich pas in 1920 aan, terwijl zij algemeen als de belangrijkste vernieuwers van de moderne kunst worden gezien.

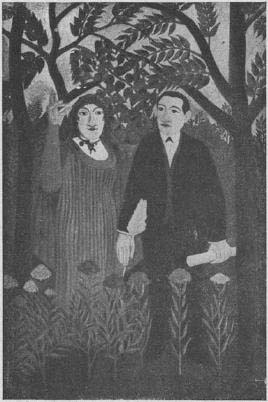
Henri Rousseau, (1909) schilderde Marie Laurencin en Guillaume Apollinaire in La Muse inspirant le poète